# نشویل (آرکانزاس)
نشویل (آرکانزاس) (به انگلیسی: Nashville, Arkansas) یک شهر در ایالات متحده آمریکا با جمعیت ۴٬۶۲۷ نفر است که در آرکانزاس واقع شده‌است.

## موقعیت جغرافیایی
موقعیت جغرافیایی شهرها و مناطق اطراف به شرح زیر است: